# مقاطعة إيري (أوهايو)
مقاطعة إيري (بالإنجليزية: Erie County)‏ هي إحدى مقاطعات ولاية أوهايو في الولايات المتحدة الأمريكية.